# Рід Сьо

Мон роду

Рі́д Сьо́ (яп. 尚氏, しょうし, МФА: [ɕoː uɕi]) — рюкюський аристократичний рід, монарша династія Рюкюської держави.

## Короткі відомості
Ім'я «Сьо» (尚) було надане рюкюським монархам китайськими імператорами в 1430 році. Початково воно мало характер титулу, який означав «управитель». З кінця 17 століття це ім'я перетворилося на спадкове прізвище. До 1691 року бокові лінії роду рюкюських монархів не мали права використовувати ієрогліф «Сьо».
В історії Рюкю виділяють два монарші роди Сьо. Перші Сьо правили державою півстоліття, протягом 7 поколінь, від вана Сьо Сісьо (1406—1421) до вана Сьо Току (1461—1469). Після перевороту до влади прийшли Другі Сьо. Вони правили 4 століття, впродовж 19 поколінь, від вана Сьо Ена (1470—1476) до вана Сьо Тая (1848—1879). 1872 року останній ван цієї династії отримав від японського уряду титул «удільного вана Рюкю» (琉球藩王), а 1879 року, після анексії Рюкю Японією, став японським маркізом і був прирівняний до стану титулованої шляхти.
В усіх офіційних міжнародних документах рюкюські вани роду традиційно використовували Сьо як своє монарше прізвище. Проте в японських та китайських посланнях, адресованих до Рюкю, їх називали «ванами Середньогір'я» (中山王). Управителі Шімадзу, що захопили Рюкюську державу в 1609 році, деякий час іменували рюкюських монархів «провінційними головами».

## Сучасні прізвища, що походять від Сьо
Сьо, Сьомак.